# Хајнихен (Тирингија)
Хајнихен (њем. Hainichen) општина је у њемачкој савезној држави Тирингија. Једно је од 93 општинска средишта округа Зале-Холцланд. Према процјени из 2010. у општини је живјело 186 становника. Посједује регионалну шифру (AGS) 16074036.

## Географски и демографски подаци
Хајнихен се налази у савезној држави Тирингија у округу Зале-Холцланд. Општина се налази на надморској висини од 328 метара. Површина општине износи 5,3 km². У самом мјесту је, према процјени из 2010. године, живјело 186 становника. Просјечна густина становништва износи 35 становника/km².